# 小行星31086
小行星31086（31086 Gehringer）是一颗绕太阳运转的小行星，为主小行星带小行星。该小行星于1997年1月12日发现。

## 轨道参数
小行星31086的轨道半长轴为3.0784053 UA，离心率为0.227。